# Susy Rottonara

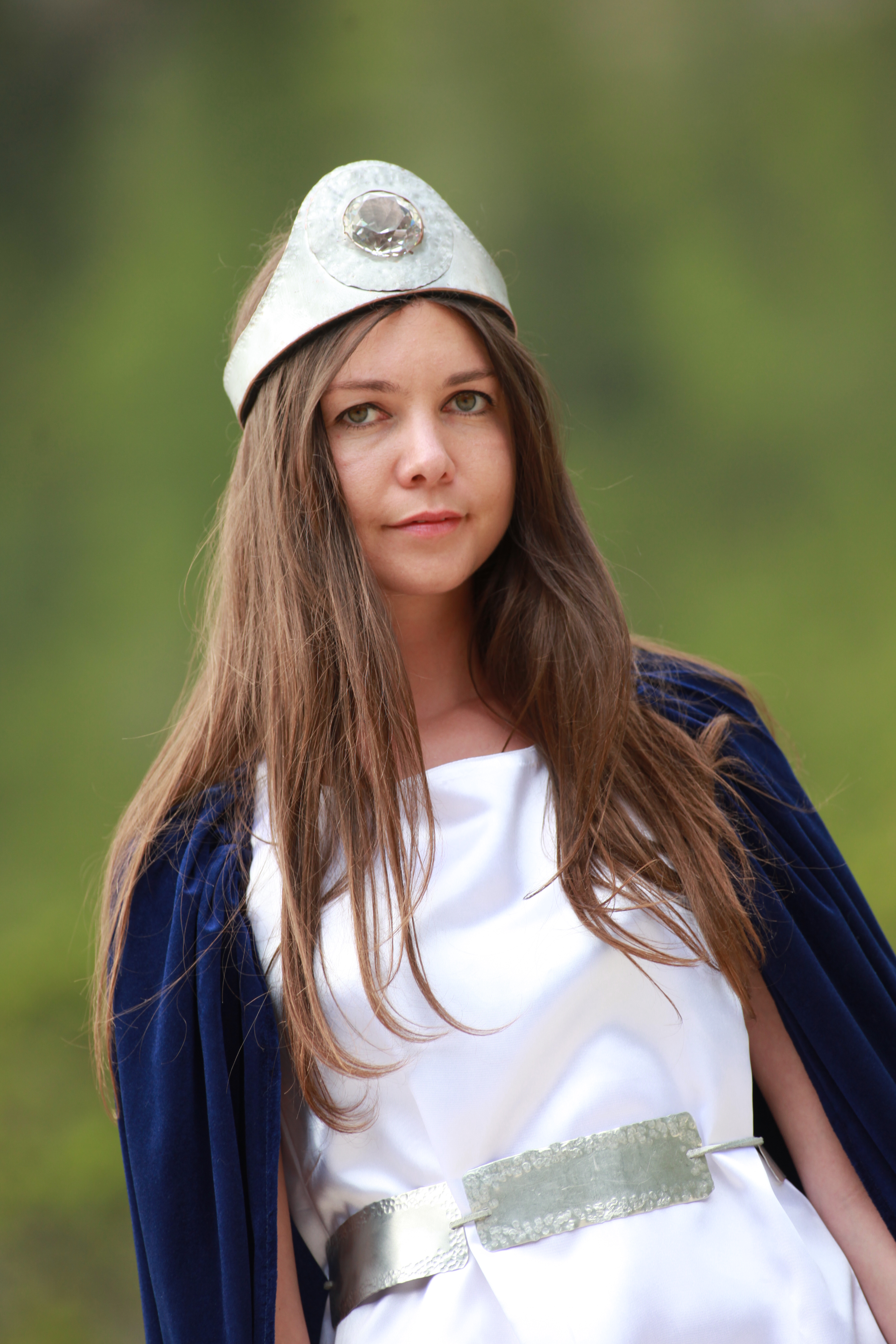
Dolasila Susy Rottonara (2009)

Susy Rottonara (* 1979 in Mailand) ist eine ladinische Musikkünstlerin aus Stern im Gadertal. Sie hat in mehreren international ausgezeichneten Produktionen zu den ladinischen Sagen der Dolomiten die Rolle von Dolasila-(Dolasilla) interpretiert.

## Leben
Susy Rottonara studierte Klavier und Operngesang am Musikkonservatorium von Trient und Fremdsprachen und Fremdliteraturen an der Universität Trient.
Sie war Mitautorin, Hauptdarstellerin der Prinzessin Dolasila-Dolasilla, Sängerin und Autorin der Filmmusik beim ladinischen Film Le Rëgn de Fanes (2005) über die Sage vom Reich der Fanes, dem Nationalepos der Ladiner.
Anlässlich der Ernennung der Dolomiten zum UNESCO-Welterbe 2009 komponierte sie die experimentelle Oper Fanes Poem Musical mit Texten auf Ladinisch von Roland Verra, uraufgeführt in der natürlichen Kulisse der Dolomiten und 2011 mit dem Orchester Filarmonica Italiana im Stadttheater Bozen.

Rottonara führte ihre Musik zu ladinischen Sagen mit Musikern des Teatro alla Scala di Milano auf und arbeitete mit der Grammy-Preisträgerin Laura Sullivan zusammen. 2013 war sie ladinische Kulturbotschafterin im italienischen Kulturinstitut auf Malta und 2014 am Treffen der Task Force Cross Border Culture in Belgien. Im Jahr 2019 wurde sie bei den Global Music Awards als Silver Medal Winner – Outstanding achievement for contemporary opera and composition, soprano and composer, für die Opernarie Dolasila’s Love (L’amur de Dolasila) ausgezeichnet. Sie ist Mitgründerin und Präsidentin des ladinischen Kulturvereins Lia culturala Fanes zur Bewahrung und Förderung der ladinischen Sagen der Dolomiten.

## Produktionen
- Film Le Rëgn de Fanes, 2005
- Oper Fanes Poem Musical, 2009
- Installation Dolasila, 2013
- Multimediales Konzert Il sogno di Dolasila, 2016

## Diskographie
- Le Rëgn de Fanes, 2007
- Le Rëgn de Fanes, 2008, Giunti Editore – Progetti Educativi
- Dreaming of Fanes, 2010
- Il sogno di Dolasila, 2016

## Internationale Auszeichnungen
- Renderyard Film Festival London 2007 – Le Rëgn de Fanes Best Film Music[9]
- Garden State Film Festival Asbury Park -NJ- U.S.A. – Le Rëgn de Fanes Best International score[10]
- Los Angeles Reel Film Festival 2009 – Le Rëgn de Fanes: 2. place Foreign Films, 1. prize Best Foreign Film Digital Effects, 1. prize Best Foreign Film Special Effect (Make-up), 1. prize Best Foreign Film Stunts, 1. prize Best Foreign Film Costume Design[11]
- Women and Minorities in Media Festival 2012: Fanes Poem Musical Best music production[12]
- Global Music Awards 2019: Silver Medal Winner – Outstanding achievement[13]